# ガイ・スティーヴンス
ガイ・スティーヴンス（Guy Stevens、1943年4月13日 - 1981年8月29日）はイギリスの音楽産業でプロデューサー、マネージャーなど様々な仕事をしていた人物。ロックバンドプロコル・ハルムやモット・ザ・フープルの名付け親でもある。
ロンドンのイースト・ダリッチ生まれ、1979年のザ・クラッシュのアルバム『ロンドン・コーリング』のプロデューサーとして特に有名である。バンドはアルバムの人気、質を高めるための重要な要因として、スティーヴンスの仕事を必要とした。しかし、スティーヴンスがクラッシュと仕事をしたのはこれが初めてでは無い。1976年、レコード会社との契約前のクラッシュはデモテープ作成のプロデューサーとしてスティーヴンスを起用した。しかし、この時は単に酔ってあらわれただけで仕事にはならなかった。
ミック・ジョーンズはこう振り返る:
| 「 | セッションの時、しばらくはそこにいたけど、突然ぶっ倒れたんだ。ヴィック・スミスやクリス・ペリーといったポリドールのエンジニアは契約用のデモをさっさと録音してA&Rに回したかっただけだろ。誰もガイの扱い方なんかわからないんだよ。なんだかんだ言ってもガイは大物だしね。 | 」 |

クラッシュは、1960年代のブリティッシュ・ビートやブルースブームにおけるスティーヴンスの役割を認識したうえで彼を起用した。ザ・フー、スモール・フェイセス、ローリング・ストーンズ他多くがスティーヴンスの持つアメリカのR&Bやソウルシーンの知識を自分のレパートリーに取り入れた。これらは彼がロンドンの有力なクラブのDJとして、ビートルズやエリック・クラプトンを観てきた聴衆の前で磨いたロックンロール、R&B、スカ、ジャズ、ソウルへの愛情で培ったきたものによる。
スティーヴンスはアイランド・レコードの初期に参加し、またクリス・ブラックウェルを手伝ってスー・レコードレーベルのイギリス部門も運営した。そしてそこからは米スーレーベルのみならず、多くのインディレーベルやいくつかのメジャーレーベルから見つけ出した無名のアメリカのシングルを出した。これは強い影響力を持つようになる。スティーヴンスはチャック・ベリー協会の会長であり、チャック・ベリー、ボ・ディドリー等のチェス/チェッカーレーベルから出されたレコードのイギリスでのリリースに対して発言権を持っていた。ベリーを初めてイギリスツアーに呼んだのはスティーヴンスである。
スティーヴンスはグラム・ロックバンド、モット・ザ・フープルのアルバム数作のプロデュースも行った。このバンドの名前は、フリーやスプーキー・トゥースのアルバム名と同様、彼が獄中で読んだ本から取ったものである。
1981年8月29日、アルコール使用障害処方薬の多量摂取により38歳で死亡した。
同年、ザ・クラッシュはスティーヴンスの鎮魂歌「ミッドナイト・トゥ・スティーヴンス」を制作した。この曲は『サンディニスタ!』、『コンバット・ロック』といった当時のバンドのスタイルとはまったく異なる、清々しい曲調となっている。同曲は1991年のコンピレーション・アルバム『クラッシュ・オン・ブロードウェイ』に収録されるまで発表はされなかった。